# Karima Delli
Karima Delli (ur. 4 marca 1979 w Roubaix) – francuska polityk algierskiego pochodzenia, posłanka do Parlamentu Europejskiego VII, VIII i IX kadencji.

## Życiorys
Absolwentka Instytutu Nauk Politycznych w Lille. Była asystentką senator Marie-Christine Blandin, a także sekretarzem organizacji młodzieżowej francuskich Zielonych.
W wyborach w 2009 z listy Europe Écologie uzyskała mandat deputowanej do Parlamentu Europejskiego VII kadencji. Zasiadła w grupie Zielonych – Wolnego Sojuszu Europejskiego, Komisji Zatrudnienia i Spraw Socjalnych oraz Komisji Rozwoju Regionalnego. W 2014 i 2019 z powodzeniem ubiegała się o reelekcję w wyborach europejskich. W 2021 bezskutecznie ubiegała się o prezydenturę regionu Hauts-de-France, uzyskała natomiast mandat radnej rady regionalnej.